# Aut'Créatifs
Aut’Créatifs est un mouvement francophone de personnes autistes  œuvrant pour la reconnaissance positive de l’autisme. Il naît  en 2012 à l’initiative de deux personnes autistes du Québec, Canada, Lucila Guerrero mère d’un enfant autiste, photographe, conférencière- écrivaine et Antoine Ouellette compositeur, biologiste, conférencier-écrivain. Il est classé Organisme sans but lucratif (OSBL) depuis 2015,

## De la création aux actions
Réunissant de prime abord uniquement des artistes autistes  pour valoriser  l’esprit créatif des autistes souvent sous-estimé dans les représentations collectives et scientifiques, Aut'Créatifs s’est ouvert à d’autres personnes autistes francophones et de compétences complémentaires (auteurs, blogueurs, conférenciers, philosophes, scientifiques),,. Il est à noter que ce groupe inclut aussi bien les autistes de type Kanner, que les autistes Asperger, et représente autant les hommes que les femmes. Un système de parrainage et de soutien entre pairs pour aider à la valorisation des membres est présent dans leurs statuts.
Il publie en 2013 un manifeste pour la reconnaissance positive de l’autisme distribué ou partagé lors leurs interventions auprès du grand public, des médias et des professionnels de l’éducation et de la santé,,. Ce manifeste développe et propose des moyens d'actions concrets et constructifs visant à dépasser les préjugés et les stéréotypes que rencontrent les autistes dans leur quotidien. Il démontre et souligne également la possibilité et la nécessité d’une insertion positive des autistes tant dans la vie éducative, sociale que professionnelle,. Mais également, selon des principes fondamentaux d’égalité des chances, et surtout de lutte contre la discrimination et le rejet, ces personnes demandent de participer concrètement aux groupes de recherches et décisions les concernant,.  
Aut'Créatifs a aussi publié un guide terminologique, proposant une révision des termes souvent employés tant dans un cadre scientifique que dans le langage commun pour évoquer les personnes autistes et la condition elle-même. Le collectif dénonce des formules et expressions qu'il juge désuètes et renforçant l'effet stigmatisant et discriminatoire à leur égard voulant que l'autisme ne serait qu'un trouble et une maladie, ou une déficience. Ce guide est présenté lors des salons sur l'autisme ou la neurodiversité et auprès des associations concernées par l'autisme comme une alternative plus respectueuse,,.  
Les membres du groupe utilisent les ressources de communication à leur disposition (réseaux sociaux, sites internets, blogs, médias, lieux d'exposition, salons) pour prendre la parole, présenter leurs activités ainsi que leurs interventions individuelles ou collectives auprès du grand public, des associations ou des partenaires scientifique,,. 
Ainsi, de par cette position, le collectif rejoint dans sa philosophie avec des outils différents et originaux, le mouvement plus général qui se développe depuis plusieurs années pour la reconnaissance du droit des personnes autistes comme l’avaient initié Michèle Dawson et Brigitte Harrison au Canada,.
Aut’Créatifs met en valeur le nécessaire devoir de reconnaître l’existence et la richesse que la neurodiversité dans la société peut apporter pour tous et l'autisme en particulier,.